# Le Jeu du coquillage
Le Jeu du coquillage (貝おほひ, Kai ōi) est une anthologie poétique de 1672 compilée par le poète japonais Matsuo Bashō, dans laquelle chaque haïku est suivi d'un commentaire critique qu'il rédige en tant qu'arbitre d'un concours de haïkus. Il s'agit du plus ancien livre connu de Bashō et le seul qu'il a publié de son nom,. L'ouvrage comprend 60 haïkus de 36 poètes, dont deux de Bashō lui-même.
Le format est celui d'un jeu d'enfant où deux coquillages sont placés l'un à côté de l'autre et comparés. Dans son livre, Bashō compare de la même façon des paires de haïkus de différents auteurs. Selon le poète Sam Hamill, « […] Le Jeu du coquillage montre que Bashō est spirituel, éminemment compétent et plutôt gai ».

## Source de la traduction
- (en) Cet article est partiellement ou en totalité issu de l’article de Wikipédia en anglais intitulé « The Seashell Game » (voir la liste des auteurs).